# Amy Arbus
Amy Arbus (* 1954) ist eine US-amerikanische Fotografin. Sie lebt und arbeitet in New York City.

## Leben
Arbus ist die Tochter des Schauspielers Allan Arbus und der Fotografin Diane Arbus, die 1971 Selbstmord beging. Ihre Schwester ist die Schriftstellerin und Journalistin Doon Arbus.
Aufgrund des frühen Todes ihrer Mutter, und der beruflich bedingten Abwesenheit ihres Vaters, war Arbus früh auf sich allein gestellt. In den 1970er Jahren fand sie einen Job beim jungen Modefotografen Jean Pagliuso. Anfang der 1980er Jahre hatte sie eine eigene Fashion-Trend-Kolumne „On the Street“ in der  New Yorker Wochenzeitung The Village Voice. Unter anderem fotografierte sie 1983 in Venedig auf dem Markusplatz die noch unbekannte Sängerin Madonna. Bilder aus dieser Periode veröffentlichte sie später in ihrem Buch On The Street 1980–1990. Sie immatrikulierte sich in Boston am Berklee College of Music für ein Flöten- und Saxophon-Studium, stellte aber nach eigenen Angaben fest, dass sie nicht zu den talentierteren Musikern gehören würde, und wandte sich wieder der Fotografie zu. 1992 besuchte sie die Meisterklasse bei Richard Avedon, der ein Freund ihrer Familie war, und sie maßgeblich in ihrem Schaffen beeinflusste. Arbus’ Arbeiten erschienen in zahlreichen Zeitschriften und Magazinen, darunter The New Yorker, Vanity Fair, Rolling Stone, Architectural Digest und The New York Times Magazine. Ihre Bilder zählen unter anderem zu den Sammlungen der New York Public Library, des Museum of Modern Art und des Nationaltheatret in Norwegen.
Arbus hatte mehr als 25 eigene Ausstellungen weltweit. Sie unterrichtet bzw. unterrichtete Porträtfotografie am International Center of Photography, für NORDphotography, die Anderson Ranch und das Fine Arts Work Center.

## Bibliografie
- A. Arbus: No Place Like Home, Doubleday, 1986 ISBN 978-0-385-19856-1
- A. Arbus: The Inconvenience of Being Born, Fotofolio, 1999 ISBN 978-1-881270-35-5
- A. Arbus: On the Street 1980–1990, Welcome Books, 2006 ISBN 978-1-59962-015-2
- A. Arbus: The Fourth Wall, Welcome Books, 2008 ISBN 978-1-59962-044-2
- A. Arbus:  After Images, Schiffer Publishing, 2013 ISBN 978-0-7643-4455-8